# Bílčice
Bílčice (niem. Heidenpiltsch lub Maiwald) – gmina w Czechach, w powiecie Bruntál, w kraju morawsko-śląskim. Według danych z dnia 1 stycznia 2012 liczyła 248 mieszkańców.
Dzieli się na dwie części:
- Bílčice
- Májůvka

## Galeria

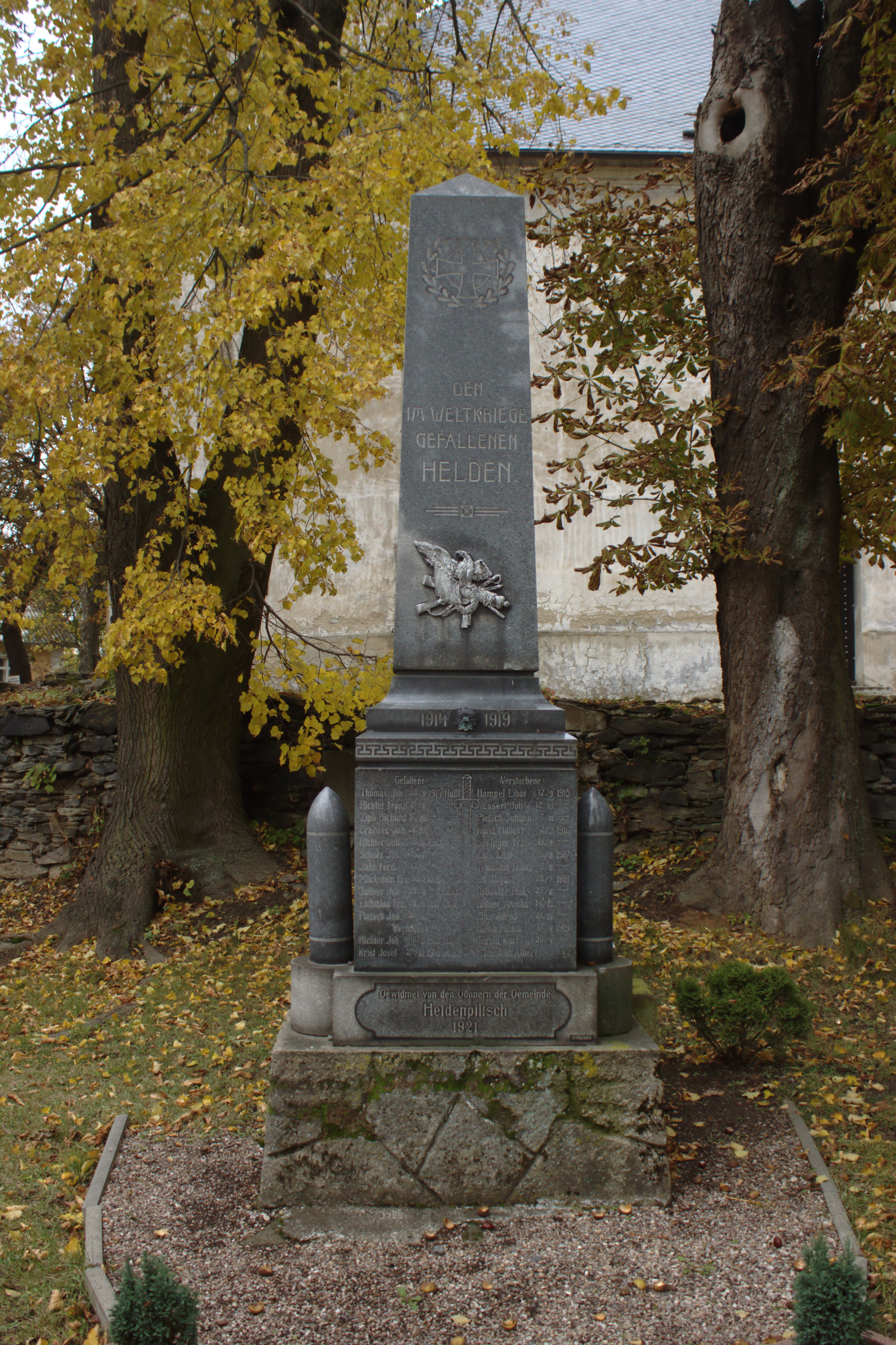
Pomnik
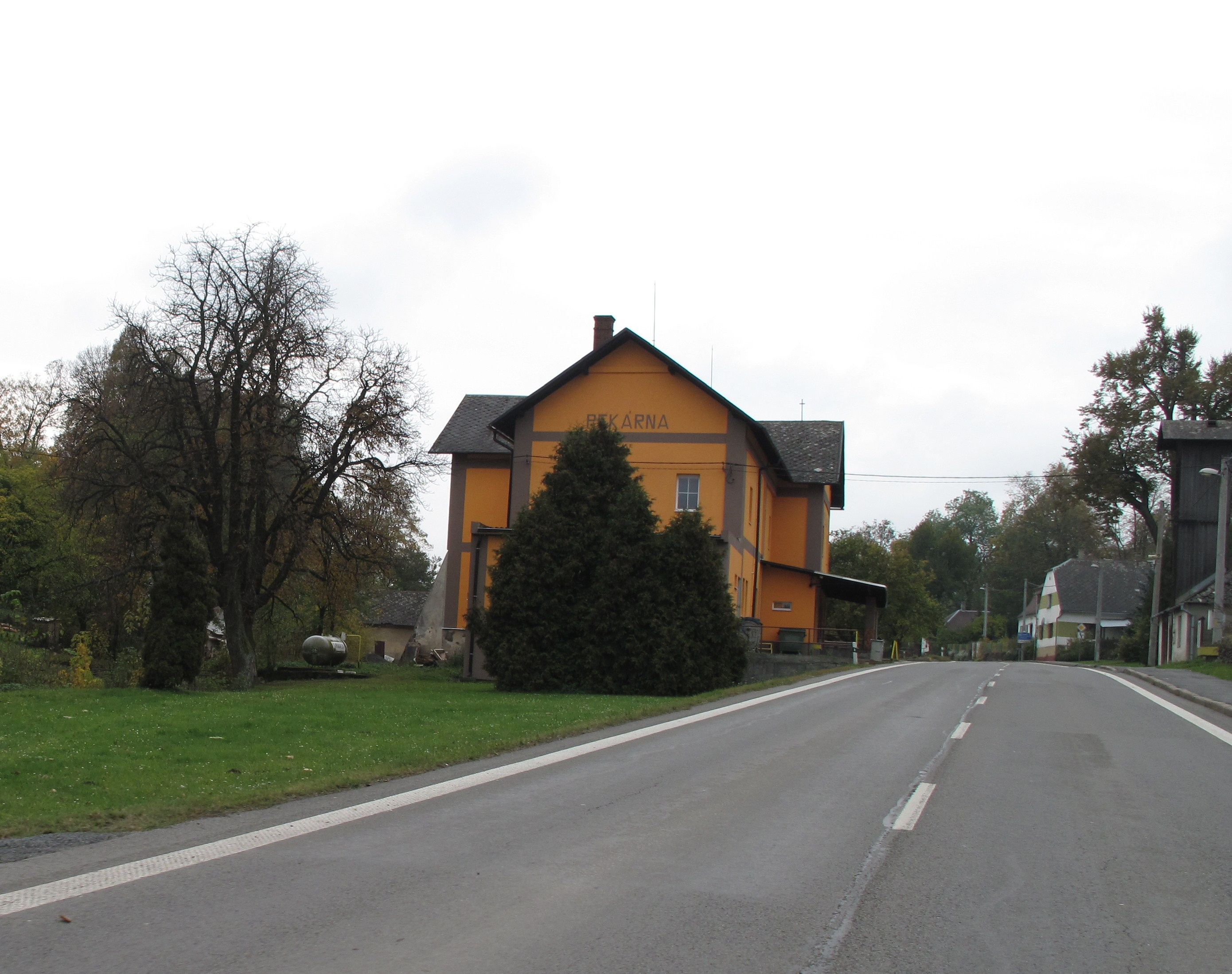
Piekarnia
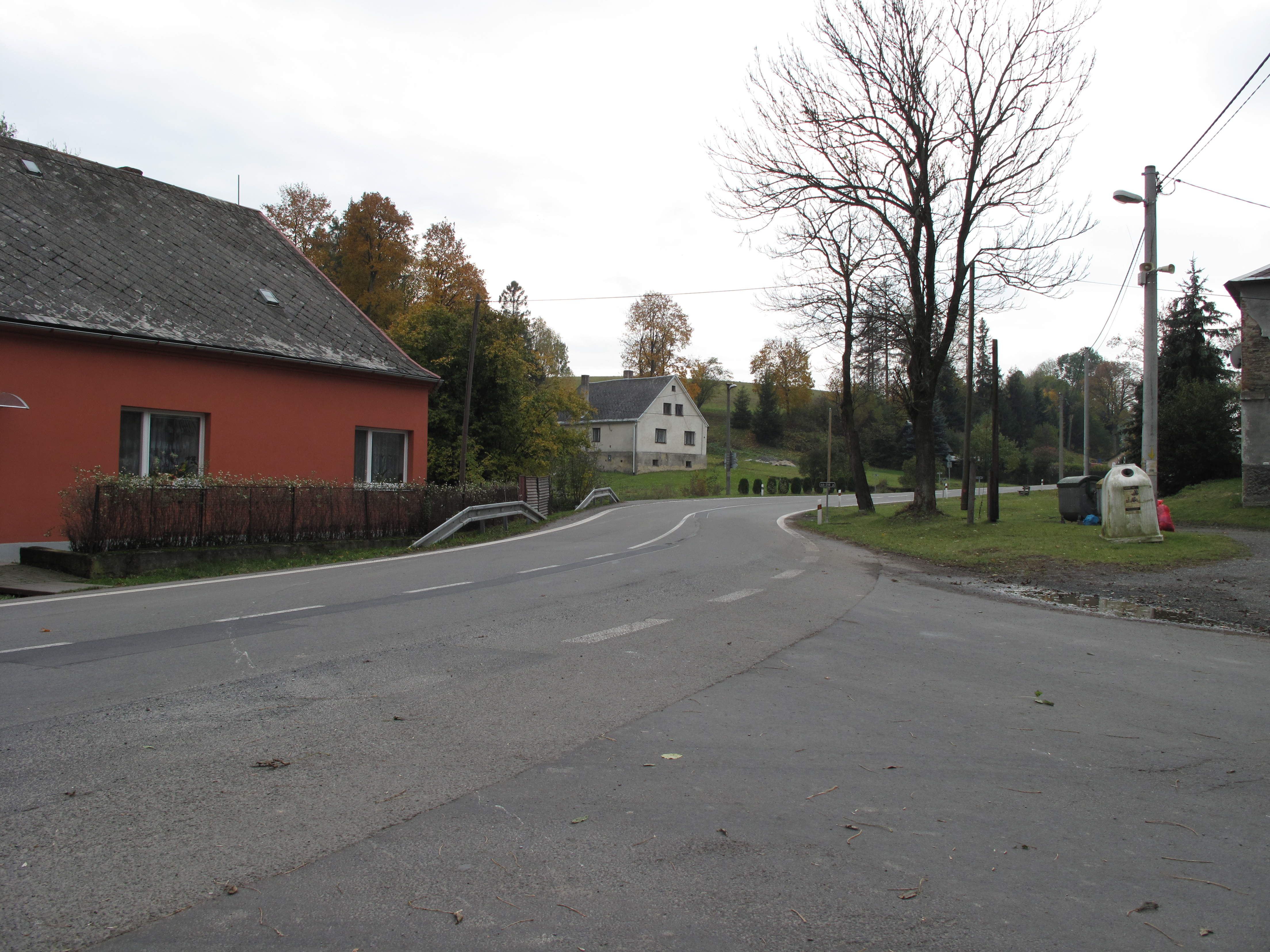
Droga
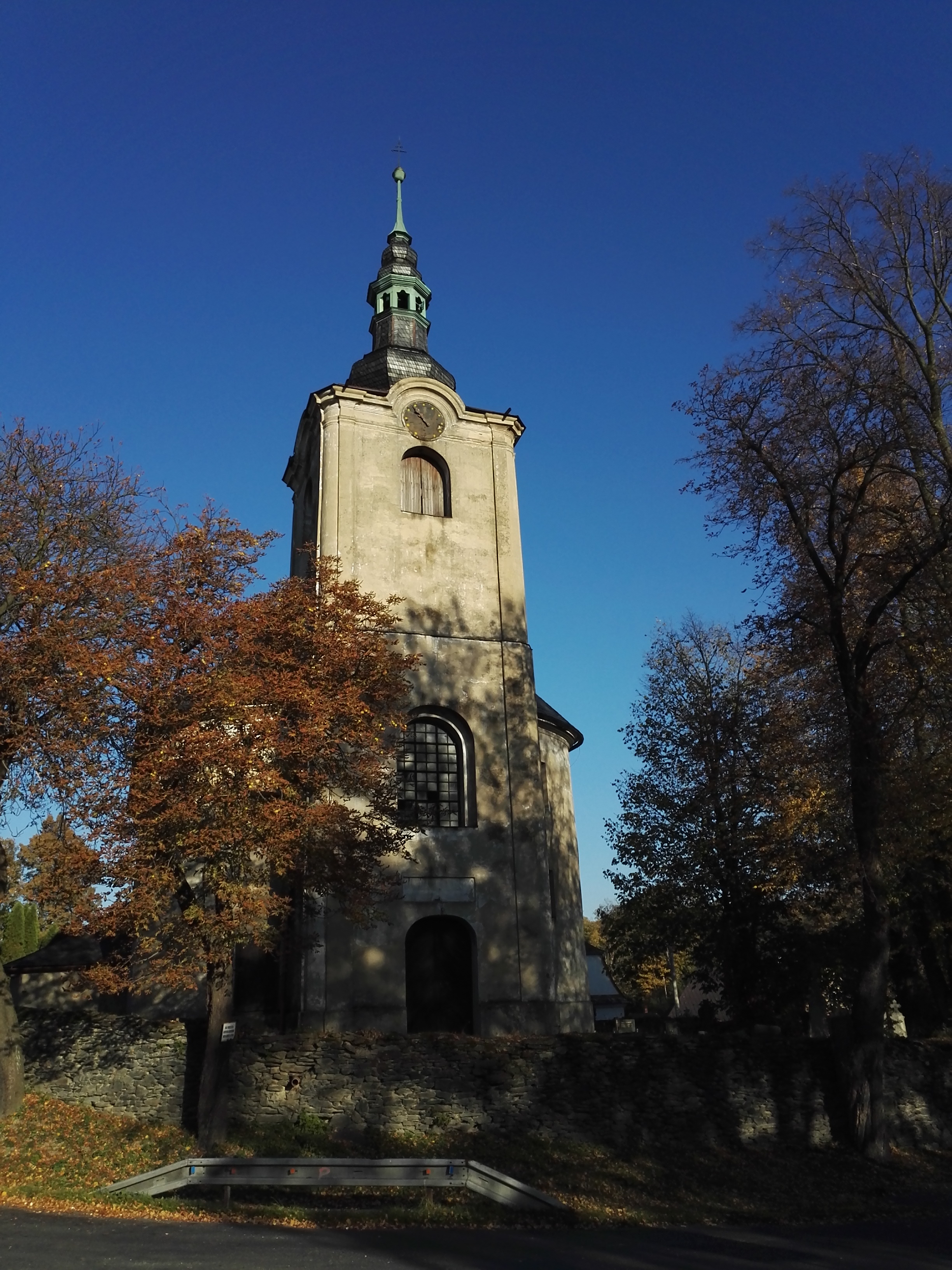
Kościół